# 大江賢次
大江 賢次（おおえ けんじ、1905年9月20日 - 1987年2月1日）は日本の小説家。鳥取県溝口町（現伯耆町）出身。
妻は児童文学作家のおおえひで。

## 概要
小作農の貧しい家に生まれたが、溝口尋常高等小学校時代最後の担任であった池田亀鑑に教えを受けたことが、彼の人生と文学に大きな影響を与えた。
21歳の時池田の引きで実業之日本社に入社。両親を失い故郷で1年間農業を営み23歳で再び上京、武者小路実篤の書生となった。出世作『シベリヤ』（1930年5月）で『改造』懸賞小説2等当選、全日本無産者芸術連盟（ナップ）に入った。『絶唱』（1958年）は、幾たびか映画化、テレビドラマ化された。
2006年、長男の大江希望が未発表作品を含めた直筆原稿や著作などの資料を米子市立図書館に寄贈した。
原稿の他、映画化、ドラマ化され話題になった『絶唱』の下書きやビデオ、シナリオ、小学生時代の絵日記や俳句作品なども併せて寄贈された。
米子市立図書館では大江賢次文庫として整理・保存している。
出身地の伯耆町桝水高原には　絶唱　の石碑がある。墓所は小平霊園。